# Аксьонов Андрій Анатолійович
Аксьонов Андрій Анатолійович (нар. 2 лютого 1971, Новодонецьке, Краматорський район, Донецька область, Українська РСР) — український проросійський політичний діяч, сепаратист, міський голова смт Новодонецьк, Добропілля Донецької області від Партії регіонів. Обраний депутатом Верховної ради на довиборах у Донецькій області. Громадянин РФ, організатор «місцевого референдуму» терористичної організації «ДНР». Фігурант сайту Миротворець.

## Біографія
Народився в селищі Новодонецьке Добропільської міськради, 2 лютого 1971 року.
2010 став головою селищної ради Новодонецька від Партії регіонів.
Навесні 2014 підтримав ДНР, організував і провів 11 травня у Новодонецьку незаконний референдум про можливе відділення Донбасу від України. Як мер міста, перешкоджав патріотичному автопробігу прихильників єдності України у квітні 2014.
За інформацією народного депутата від БПП Дмитра Лубінця, 21 червня 2014 року Аксьонов подав заявку на отримання російського паспорта та 25 червня 2014 року отримав паспорт громадянина РФ. Сам Аксьонов заперечував цей факт. СБУ стверджувала, що не мала даних про наявність російського паспорта, хоча раніше надавала відповідну інформацію щодо російського паспорта Аксьонова до ЦВК України.
До кінця 2014 жив у Криму, ховаючись від кримінального переслідування. На виборах міського голови брав участь як самовисуванець, отримав 68,9 % голосів. Зокрема, в Добропіллі за нього проголосували 74 %, в Білицькому — 61 %, в Білозерському — 75,7 %, в Новодонецькому — 94,5 %. У жовтні 2015 обраний мером Добропілля.
2017 року згідно з розслідуванням «Донбас Реалії», Аксьонов має російське громадянство. Народний депутат Дмитро Лубінець опублікував документальне підтвердження того, як влітку 2014 року Аксьонов виїхав до тимчасово окупованого Криму, де подав до місцевої окупаційної «адміністрації» заявку на отримання громадянства Росії. Місцем проживання в заяві Аксьонов вказав Севастополь.
У жовтні 2018 Аксьонова оголосили у розшук за звинуваченням у підробці документів та розтраті майна, але він не з'являвся на судові засідання, а також покинув Добропілля та втік за кордон. У січні 2019 року повернувся до України. Краматорський суд обрав запобіжний захід у вигляді нічного домашнього арешту, який у березні замінили на особисте зобов'язання.
З січня по квітень 2019 року був відсторонений від посади міського голови. На парламентських виборах 2019 року програв менш ніж 1,5 % Руслану Требушкіну.
2020 переобрався на посаду міського голови Добропілля.
На довиборах до ВРУ у Донецькій області, 28 березня 2021 року обраний народним депутатом від партії Порядок. Член групи з міжпарламентських зв'язків з Угорщиною та Німеччиною.
9 січня 2023 року написав заяву про складання мандата народного депутата.
13 січня 2023 року ВРУ ухвалила рішення про складання мандату народного депутата України, за власним бажанням.
Голова «Асоціації шахтарських міст України».

## Родина
Дружина Тетяна Володимирівна, мають чотирьох дітей[джерело?].

## Ставлення до релігії
Парафіянин Свято-Тихонівського храму селища Новодонецьке, УПЦ МП[джерело?].